# Afrolimnophila abludens
Afrolimnophila abludens is een tweevleugelige uit de familie steltmuggen (Limoniidae). De soort komt voor in het Palearctisch gebied.